# 洛克人ZX配乐·ZX Tunes
《洛克人ZX配乐·ZX Tunes》为2006年10月27日由Inti Creates发行，III音乐制作组将《洛克人ZX》的背景音乐重新混音制作的专辑。
再编曲整体上遵循游戏原声版本，且并非像游戏原声一直循环下去，而是添加了一些重新演绎的片段。该专辑亦收录了《洛克人ZX》特典中的印象歌Innocence，由中村歌织演唱，并添加了几首与原声风格不同的再混音版本。本专辑为限量发行。

## 曲目

### Aile Disc (Disc 1)
1. 为该作印象歌，亦出现在特典DVD影像中。中村歌织演唱，寺门有纪作词，山田一法作曲。
2. 「苏醒」。游戏开幕及游戏结束前齐尔威与主角对话时的音乐，山田一法作曲。
3. 「碎片」。为开幕齐尔威与主角对话时音乐，铃木正树作曲。
4. 「绿草渐变」。A区森林背景音乐，铃木正树作曲。
5. 「入口代码」。传送装置区域背景音乐，山田一法作曲。
6. 「智慧之窗」。C区城市背景音乐，川上领作曲。
7. 「思克城 - 这是我们的希望」。D区公路背景音乐，山田一法作曲。
8. 「奇迹全景」。F区冰山背景音乐，川上领作曲。
9. 「工业主义」。E区发电厂背景音乐，川上领作曲。
10. 「群青冥想 - Blessed Pop -」。海田明里混音，本碟第15曲目的混音版。
11. 「高空密云」。X区守卫军基地背景音乐，铃木正树作曲。
12. 「金属之魂」。玩家打败类洛体机器人后与生命金属对话音乐，山田一法作曲。
13. 「危险景点」。H区游乐园背景音乐，川上领作曲。
14. 「烟雨」。I区幽闭设施背景音乐，铃木正树作曲。
15. 「群青冥想」。J区海底隧道背景音乐，铃木正树作曲。
16. 「通天塔」。山田一法作曲。
17. 「宿命 - 根深蒂固的怨恨」。为《重灌大碟洛克人Zero·自然》中「命运 - 拜鲁主题曲」的重制版，原音乐来自《洛克人Zero 4》，山田一法作曲。
18. 「黑色燃烧」。神前晓混音，Vent Disc第14曲目的混音版。
19. 印象歌的无人声版本。
20. 洛克人ZX特典DVD所使用的印象歌版本。

### Vent Disc (Disc 2)
1. 「高压能量 - Super Aniki Edition -」。叶山宏治混音，本碟第8曲目的混音版。
2. 「危机地带」。游戏开幕主角与齐尔威遇到异常者袭击以及此后主角与普蕾莉会面后遭遇异常者袭击的音乐，山田一法作曲。
3. 「山地骑士」。B区山地背景音乐，川上领作曲。
4. 「三位一体」。主角与模块X与模块Z融合时背景音乐。山田一法作曲。
5. 「食人魔之爪」。G区火灾现场背景音乐，铃木正树作曲。
6. 「群魔乱舞」。中型BOSS战背景音乐，山田一法作曲。
7. 「摇滚吧！」。BOSS战背景音乐，川上领作曲。
8. 「高压能量」。K区熔岩场背景音乐，川上领作曲。
9. 「护手」。L区实验室背景音乐，川上领作曲。
10. 「智慧之窗 - Shooter Trance -」。并木学混音，带有战机游戏音乐风格。Aile Disc第6曲目的混音版。
11. 「猛攻」。X区守卫军基地防御战背景音乐，山田一法作曲。
12. 「陷阱工厂」。主角与普罗米修斯与潘多拉对战时背景音乐，川上领作曲。
13. 「末日装置」。M区废墟及N区背景音乐，川上领作曲。
14. 「黑色燃烧」。O区2号公路背景音乐，山田一法作曲。
15. 「方阵」。与头目会见时的背景音乐，山田一法作曲。
16. 「蛇眼」。区域D-4、D-5魔蛇公司背景音乐，铃木正树作曲。
17. 「苍白死去」。与塞尔邦第二回合战背景音乐，川上领作曲。
18. 「织梦者」。制作组人员名单背景音乐，山田一法作曲。
19. 「炮弹 - 强硬复仇 -」。与奥米加对战时的背景音乐。为《重灌大碟洛克人Zero·终极》中「炮弹」的重制版，原曲来自《洛克人Zero 3》，山田一法作曲。
20. Aile Disc第1曲目及Vent Disc第16曲目的混音版。

## 制作人员

### 作曲
- 山田一法 （Disc1 - 1、2、5、7、12、16～20 / Disc2 - 2、4、6、11、14、15、18、19）
- 铃木正树 （Disc1 - 3、4、10、11、14、15 / Disc2 - 5、16）
- 川上领 （Disc1 - 6、8、9、13 / Disc2 - 1、3、7～10、12、13、17）

### 编曲与混音
- III
- 海田明里 （Disc1 - 10）
- 神前晓 （Disc1 - 18）
- 叶山宏治 （Disc2 - 1）
- 并木学 （Disc2 - 10）

### III：音乐制作组
- 山田一法：键盘、音效、语音、程序
- 梅垣留奈：键盘、程序、编曲
- 栗原务：吉他、程序
- 铃木正树：吉他 （Disc1 - 11、14 / Disc2 - 5、16）
- CAO：人声 （Disc1 - 1）
- 土屋美纪：合唱 （Disc1 - 8、14）

### Innocence
- 作词：寺门有纪
- 作曲：山田一法
- 编曲：III
- 演唱：CAO（中村歌织）